# Тимофій з Галича
Тимофій (XIII століття) — галицький книжник (письменник, літописець), названий у Галицько-Волинському літописі «премудрим книжником».
У Галицько-Волинському літописі, у розділі, де розповідається про безчинства в Галичі угорського вельможі, палатина Бенедикта (Бора), який командував угорськими силами, посланими в Галич угорським королем Андрашем (1205), є такий уривок: «Бе бо Тимофей в Галиче премудр книжник, отчество имея во граде Кыеве, притчею рече слово о семь томители Бенедикте, яко: „В последняя времена тремя имены наречется антихрист“. Бегаше бо Тимофей от лица его, бе бо томитель бояром и гражданом и блуд творя и оскверняху жены же и черници и попадьи. В правду бе антихрист за скверная дела его».
Також у літописі розповідається про наступну подію за участю персонажа на ім'я Тимофій: галицький боярин Жирослав поширив серед галицьких бояр слух про те, що князь Мстислав Удатний за допомогою свого тестя, половецького князя Котяна, збирається знищити всіх галицьких бояр. Повіривши Жирославу, галицькі бояри втекли з Галича. Мстислав посилає до бояр свого духовного батька Тимофія, якому вдається переконати бояр у тому, що Жирослав обмовив перед ними князя Мстислава.
Деякі дослідники вважають що «премудрий книжник» Тимофій і Тимофій, духівник Мстислава Удатного, — одна особа.